# En hær af skygger
En hær af skygger er en fransk film fra 1969, instrueret af Jean-Pierre Melville og med blandt andre Simone Signoret, blandt de medvirkende.

## Handling
Philippe Gerbier (Lino Ventura) er en af lederne af den franske modstandsbevægelse. Efter at være blevet forrådt fører Gestapo ham til deres hovedkvarter i Paris. Herfra lykkes det ham at flygte og slutte sig til sine gamle kammerater i Marseille. Filmen skildrer herefter modstandsarbejdet, som det det virkelig var: Uglamorøst og hårdt. Det var bare en opgave, der skulle overstås samtidig med, at truslen om afsløring, deportation og død hang over hovedet på udøverne. 

## Medvirkende
- Lino Ventura – Philippe Gerbier
- Paul Meurisse – Luc Jardie
- Jean-Pierre Cassel – Jean François Jardie
- Simone Signoret – Mathilde
- Claude Mann – Claude Ullmann kaldet 'Le Masque'
- Paul Crauchet – Felix Lepercq
- Christian Barbier – Guillaume Vermersch kaldet 'Le Bison'
- Serge Reggiani – Frisøren
- André Dewavrin – Oberst Passy
- Alain Dekok – Legrain
- Alain Mottet – Lejrkommandanten
- Alain Libolt – Paul Dounat
- Jean-Marie Robain – Baron de Ferte Talloire